# Ar-Raqqa (distrikt)
ar-Raqqa, eller al-Raqqa, (arabiska: منطقة الرقة, منطقة مركز الرقة) är ett distrikt i Syrien.   Det ligger i provinsen ar-Raqqa, i den centrala delen av landet, 400 kilometer nordost om huvudstaden Damaskus.